# Johann Philipp Cratz von Scharffenstein

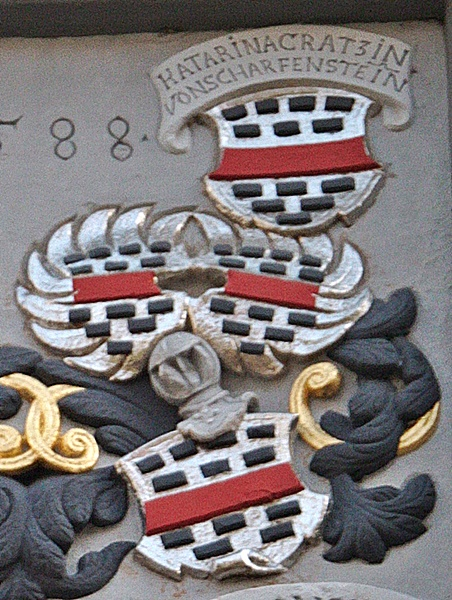
Wappen der Adelsfamilie Kratz von Scharfenstein

Johann Philipp Cratz von Scharffenstein, Graf zu Scharffenstein, Freiherr von Riesenberg (* 1591 in Engers; † 6. Juli 1635 hingerichtet in Wien) war ein Adeliger aus dem Geschlecht der Kratz von Scharfenstein, kaiserlicher Offizier im Dreißigjährigen Krieg und zuletzt schwedischer Feldmarschall.

## Leben

### Herkunft
Johann Philipp wurde geboren als Sohn von Anton Cratz von Scharffenstein (* 1560; † 1619) und seiner Gattin Katharina von Metternich zu Burscheid a. d. H. Ziesel († 1624). Einer seiner Brüder war Hugo Eberhard Cratz von Scharfenstein († 1663), Bischof von Worms und Gesandter zum Westfälischen Frieden in Münster.

### Militärkarriere
Seit 6. Februar 1617 war Johann Philipp Cratz von Scharffenstein Domherr in Worms und schloss sich 1620 dem Heer der Liga an. Er zeichnete sich durch herausragende militärische Leistungen aus. Am 8. November 1620, in der Schlacht am Weißen Berg führte er als Reiteroberst die Entscheidung zugunsten des Kaisers herbei. Den Schweden nahm er zudem Landsberg und Friedberg ab. Tilly hatte ihn als seinen Nachfolger vorgesehen. Schließlich wurde Johann Philipp zum Kaiserlichen General befördert und 1630 in den böhmischen Grafenstand gehoben. Mehrfach überwarf er sich jedoch mit Wallenstein, was ihn endlich in bayerische Dienste führte, wo er am 1. Januar 1632 den Rang eines Generals der Artillerie erhielt und zum Kommandanten der Oberpfalz ernannt wurde. Im April 1632 war er an der überfallartigen Besetzung der Reichsstadt Regensburg beteiligt, mit der die Kämpfe um Regensburg (1632–1634) begannen.
Als Kommandant der Landesfestung Ingolstadt war er gemeinsam mit Georg Wolmar von Fahrensbach in eine Verschwörung verwickelt. Verärgert durch ständige Kränkungen von Wallenstein, sollte die Festung am 15. Mai 1632 den im Anmarsch auf Regensburg befindlichen Schweden unter Bernhard von Sachsen-Weimar kampflos übergeben werden. Die Verschwörung flog auf, nachdem sich die Ankunft der Schweden verzögert hatte. Im Gegensatz zu Fahrensbach konnte er sich durch Flucht zu den Schweden absetzen und nahm dann auf schwedischer Seite als Feldmarschall weiter am Kriegsgeschehen teil. Unter seinem Kommando entwickelte sich die vom schwedischen Feldmarschall Bernhard von Sachsen-Weimar am 20. Juni 1634 begonnene Belagerung von Forchheim zu einem totalen Misserfolg und wurde am 14. August 1634 abgebrochen. Im September 1634 während der Schlacht bei Nördlingen wurde er gefangen genommen und nach Wien verbracht. Johann Philipp Cratz von Scharffenstein wurde als Hochverräter zum Tode verurteilt. Am 26. März 1635, einen Tag vor seiner Hinrichtung, gelang ihm in Mönchskleidern die Flucht aus dem Gefängnis. Husaren des Grafen Stephan Pálffy nahmen ihn kurz vor der schlesischen Grenze wieder gefangen, wobei er vier Reiter eigenhändig niederhieb. Nach Wien zurückgebracht, wurde er am 6. Juli 1635 im Rathaus enthauptet.
Johann Philipp Cratz von Scharffenstein hatte neben seinen militärischen auch erhebliche finanzielle Erfolge vorzuweisen. So galt er zwar als Schuldner des Hans de Witte, des Finanzmanns Wallensteins, hatte jedoch auch dem Herzog von Lothringen gegen Verpfändung von Saargemünd eine erhebliche Summe geliehen.

### Familie
Nach Schmidt‐Brentano war Johann Philipp zwei Mal verheiratet:
Aus der Ehe mit Maria Freiin von Metternich (* 1595; † 1625) gingen hervor:
- Lothar Hugo Cratz von Scharffenstein († 1630), Domherr zu Mainz, Trier und Speyer

Aus der zweiten Ehe, mit Eleonora Freiin Colonna von Fels (Völs) († 27. Dezember 1669 in Prag) gingen hervor:
- Johann Anton, kurtrier. Geheimer Rat und Hofmarschall
- Karl Friedrich, Domherr zu Trier, Mainz und Würzburg
- Maria Agatha, heir. Emmerich Ernst Freiherrn von Wildberg
- Anna Katharina, Stiftsdame zu Köln,
- Amalia Regina Elisabeth, ebenfalls Stiftsdame zu Köln, ⚭ Johann Otto von Gymnich. Eltern von Johann Wilhelm von Gymnich († 1682), Domherr in Mainz und Trier.
- Eleonora Barbara Marie (* 2. November 1629 in Mainz; † 26. Februar 1680 in Rödelheim) ⚭ 1653 Graf Johann August von Solms-Rödelheim (* 7. Juni 1623; † 23. November 1680)

Graf Johann Anton Cratz von Scharffenstein setzte den Familienstamm fort, der jedoch bereits mit seinem Sohn Graf Hugo Ernst Cratz von Scharffenstein (dem Enkel Johann Philipps) im Jahre 1721 erlosch. Er starb als letzter männlicher Spross des Geschlechtes. Das Erbe Johann Philipps ging somit an die Nachfahren seiner Tochter Eleonora Barbara Marie von Solms-Rödelheim. Deren Ur-Enkelin Maria Luise Albertine zu Leiningen-Dagsburg-Falkenburg (1729–1818) wurde die Großmutter und Erzieherin der späteren preußischen Königin Luise. Hierdurch entstammen auch die deutschen Kaiser aus dem Haus Hohenzollern und ihre Nachkommen dem Adelsgeschlecht der Kratz von Scharfenstein.